# Выборгская городская стена
Выборгская городская стена — укрепления, окружавшие Выборг с конца XV века. 
В перестроенном виде городские стены стали частью Главной Выборгской крепости, просуществовавшей до конца XIX века.

## Каменный город
В 1470-х годах под руководством выборгского наместника Эрика Аксельссона Тотта вокруг города, расположенного на полуострове, была возведена крепостная стена с башнями. Строительством крепостных сооружений занимались те же иностранные фортификаторы, что строили Нюслотт (Олафсборг). Возведённые городские укрепления получили название «Каменный город». Они стали одним из последних образцов городской фортификации такого типа в Европе. После возведения городской стены Выборг стал одним из четырёх самых укреплённых городов Швеции: кроме него только Стокгольм, Висбю и Кальмар в XV веке имели стены.
Первоначально ширина стены составляла около 2,5 метров, а высота — от 5 до 6 метров. В стену было встроено около десяти башен (четырёхугольных или круглых в плане, проездных либо глухих), в том числе:
- башня Водной заставы;
- башня Катапе;
- башня Круглых ворот;
- башня Лакамунда;
- башня Монашеских ворот (Монашеская);
- башня Пампала;
- башня Ратуши;
- башня Святого Андрея (Андреаса);
- башня Скотных ворот (Скотопрогонная);
- башня Хакона.

«Боевое крещение» городские укрепления получили в ходе осады Выборга в 1495 году, когда была взорвана башня Святого Андрея.
С XVI века городские укрепления совершенствовались. Некоторые башни были перестроены в бастионы, в восточной стене был построен барбакан, включавший Скотопрогонную и Круглую башню. Затем к Каменному городу была пристроена Рогатая крепость (в плане её бастионы Панцерлакс и Европ напоминали рога животного). Из-за военных действий в последней трети XVI — начале XVII века, строительство укреплений в Выборге практически не прекращалось, так что различные части укреплений относились к технике крепостного строительства разных времен. Кроме того, пока одни части достраивались — другие приходили в ветхость и уже требовали ремонта. В XVIII веке была разобрана стена между Каменным городом и Рогатой крепостью. Вместе они стали составлять Главную выборгскую крепость. Основными элементами обороны были куртины и бастионы, в том числе следующие бастионы:
- Вальпорт;
- Вассерпорт;
- Гольц;
- Европ (Еуроп, Эуроп, Эуряпя);
- Зант;
- Кляйнплатформ;
- Нейпорт;
- Панцерлакс;
- Элеоноры.

## Современное состояние
В 1861 году был утверждён генеральный план застройки Выборга, в соответствии с которым на месте снесённых укреплений Каменного города и Рогатой крепости были проложены новые улицы и разбит парк. Из крепостных сооружений сохранились башня Ратуши, Круглая башня и бастион Панцерлакс. Основания городских стен можно увидеть на улицах Северный Вал и Южный Вал; остатки Круглых ворот в месте соединения этих улиц стали основаниями, на которых установлены статуи «Промышленность» и «Морская торговля». При проектировании таких зданий, как дом консула Роте, здание Финляндского объединённого банка и Выборгский рынок, учтена история крепостных сооружений, располагавшихся на их месте: фасадный декор выступает в качестве реминисценции на располагавшиеся на их месте крепостные сооружения. Территория, когда-то находившаяся в пределах Главной Выборгской крепости, именуется Старым городом.
В 2020 году Выборгский объединённый музей-заповедник открыл в Башне Ратуши экспозицию, посвящённую строительной истории башни и городской стены Выборга.
- Замок и городская стена в начале XVIII века
- Схема бастионов и равелинов в начале XVIII века
- Круглая башня
- Башня Ратуши
- Вид на улицу Северный Вал с остатками крепостной стены